# بوهانغ
بوهانغ هي مدينة في مقاطعة غيونغسانغ الشمالية، كوريا الجنوبية. يبلغ عدد سكانها 520،305 نسمة وذلك حسب إحصائيات شهر يوليو 2011. تبلغ مساحتها 1127.24 كم².

## المدن الشقيقة
بوهانغ هي مدينة شقيقة للمدن التالية حول العالم.
- هونتشون، الصين
- غوانغيانغ، كوريا الجنوبية
- سوون، كوريا الجنوبية
- سيئول، كوريا الجنوبية
- بيتسبورغ، كاليفورنيا، الولايات المتحدة
- فوكوياما، اليابان
- نيوكاسل، نيو ساوث ويلز، أستراليا

## أعلام
- سون داي هو
- إي دونغ غك
- أوه بوم سوك
- سونغ جي هيو
- مون تشانغ جين

## روابط خارجية
- موقع حكومة المدينة
- الموقع الرسمي لمطار بوهانغ